# Ronald C. Arkin
| imagen = Ronald_C._Arkin.jpg
}}
Ronald Arkin Craig (nació en 1949) es un estadounidense experto en robótica y roboethicist, y profesor en la Escuela de Computación Interactiva, de la Facultad de Informática en el Instituto de Tecnología de Georgia . Es conocido     por la técnica de esquema motor en la navegación de robots y por su libro Behavior-Based Robotics . 

## Biografía

### Educación
Ronald Arkin estudió una licenciatura en la Universidad de Míchigan, Ann Arbor en 1971 y una maestría en el Instituto de Tecnología Stevens en 1977. Fue miembro del Hawthorne College en Antrim, New Hampshire, de 1977 hasta 1989, y fungió como Presidente del Departamento de Informática de 1986 hasta 1989. En 1985, se unió al Laboratorio de robótica perceptiva y grupos VISIONS en la Universidad de Massachusetts Amherst, y se doctoró en 1987. Su tesis doctoral Hacia robots cosmopolitas: navegación inteligente en entornos artificiales extendidos fue supervisada por Edward M. Riseman. 
Poco después de doctorarse, Ronald Arkin se unió a la Escuela de Información y Ciencias de la Computación (ahora Facultad de Informática ) en el Instituto de Tecnología de Georgia y fundó el Laboratorio de robots móviles. Se convirtió en profesor de regentes en 2002 y fue la primera persona en tener tal honor en la historia de la Facultad de informática. De agosto de 1997 y hasta agosto de 1998, Arkin fue profesor visitante de STINT en el Centro de Sistemas Autónomos, del Instituto Real de Tecnología en Estocolmo, Suecia . Se desempeñó como presidente sabático del Sony Intelligence Dynamics Laboratory de Tokio, Japón, de junio de 2005 hasta octubre de 2005, y también fue miembro del Laboratorio de análisis y arquitectura de sistemas en el Centro Nacional de Investigación Científica de Toulouse. Francia
En 2006, el Departamento de Defensa de los Estados Unidos contrató a Arkin para realizar un estudio sobre si los robots militares podían operar de manera ética. El objetivo es crear un robot con una "conciencia artificial" tal que, por ejemplo, pueda abstenerse de disparar armas cuando se detecten niños, o incluso comprender las leyes de la guerra y aplicarlas en la batalla. "Mi intención al diseñar esto es que los robots cometan menos errores, y mucho menos errores, que los humanos en el campo de batalla", dice Arkin.

## Investigación
- Robots móviles y vehículos aéreos no tripulados.
- Control reactivo basado en el comportamiento.
- Percepción orientada a la acción.
- Arquitecturas de software híbrido deliberativo / reactivo
- Robot de supervivencia
- Sistemas robóticos multiagentes
- Biorrobotica
- Interacción humano-robot
- Roboética
- Aprendizaje en sistemas autónomos.

## Estudiantes
- Robin Murphy (verano, 1992). Tesis: Una arquitectura para la fusión inteligente de sensores . Fundador del robot de rescate y actualmente profesor en la Universidad de Texas A&M, College Station, TX .
- Erika Rogers (Otoño, 1992). Tesis: Interacción visual: un vínculo entre la percepción y la resolución de problemas . Actualmente es profesora en la Universidad Politécnica de California, San Luis Obispo, California .
- Douglas MacKenzie (primavera de 1997). Tesis: Una metodología de diseño para la configuración de robots móviles basados en el comportamiento . Presidente y fundador de Mobile Intelligence Co.
- Tucker Balch (otoño de 1998). Tesis: Diversidad de comportamiento en los equipos de robots de aprendizaje . Actualmente es profesor asociado en la Facultad de Informática del Instituto de Tecnología de Georgia.
- Khaled Ali (primavera de 1999). Tesis: Robótica Multiagente: Relacionando Sistemas con Tareas . Actualmente investigador científico en el Laboratorio de Propulsión a Chorro .
- Alexander Stoytchev (verano, 2007). Tesis: Comportamiento de la herramienta de robot: un enfoque de desarrollo para el uso de herramientas autónomas . Actualmente es profesor asistente en la Universidad Estatal de Iowa, Ames, Iowa .
- Eric Martinson (Otoño 2007). Tesis: Conciencia Acústica para la Acción Robótica Inteligente .
- Alan Wagner (Otoño 2010). Tesis: El papel de la confianza y las relaciones en la interacción social entre humanos y robots . Actualmente investigador científico en Georgia Tech Research Institute en el laboratorio ATAS.
- Zsolt Kira (primavera de 2010). Tesis: Comunicación y alineación del conocimiento simbólico de base entre robots heterogéneos . Actualmente investigador científico en Georgia Tech Research Institute en el laboratorio ATAS.

## Libros
- Arkin, R. C. (1998). Behavior-Based Robotics. MIT Press. ISBN 978-0-262-01165-5.  Arkin, R. C. (1998). Behavior-Based Robotics. MIT Press. ISBN 978-0-262-01165-5.  Arkin, R. C. (1998). Behavior-Based Robotics. MIT Press. ISBN 978-0-262-01165-5.
- Arkin, R. C. (1987). Towards Cosmopolitan Robots: Intelligent Navigation in Extended Man-made Environments. University of Massachusetts Amherst.

## Artículos
- Arkin, R. C. (1989). «Motor schema-based mobile robot navigation». The International Journal of Robotics Research 8 (4): 92-112. doi:10.1177/027836498900800406.
- Balch, T.; Arkin, R. C. (1998). «Behavior-based formation control for multirobot teams». IEEE Transactions on Robotics and Automation 14 (6): 926-939. doi:10.1109/70.736776.
- Balch, T.; Arkin, R. C. (1994). «Communication in reactive multiagent robotic systems». Autonomous Robots 1 (1): 27-52. doi:10.1007/BF00735341.